# Jim Rogers
James Beeland „Jim” Rogers Jr. (n. 19 octombrie 1942, Baltimore, Maryland, Statele Unite ale Americii) este un om de afaceri, investitor și scriitor american.

## Biografie și carieră
Jim Rogers a avut prima slujbă la vârsta de cinci ani, strângând sticlele goale de pe stadioane, după meciurile de baseball. La terminarea liceului a obținut o bursă la Yale, unde a fost cârmaci al echipei de canotaj. Ulterior, a urmat cursurile Colegiului Balliol din Oxford și a început să lucreze pe Wall Street. Este co-fondator al Quantum Fund, în parteneriat cu George Soros, dar ulterior vederile celor doi nu au mai coincis și au decis să-și separe drumurile.
În următorii zece ani, Rogers a făcut avere și și-a consolidat reputația de investitor. La 37 de ani a decis să renunțe la serviciul de zi cu zi, dar a continuat să fie deosebit de activ. Pe lângă administrarea propriului portofoliu, a fost profesor de finanțe la Școala de Afaceri a Universității Columbia și a făcut o călătorie în jurul lumii, pe motocicletă, parcurgând peste 160 000 de kilometri, pe șase continente, și intrând, cu această expediție, în Cartea Recordurilor. Această călătorie a făcut obiectul primei sale cărți, Investment Biker (Motociclistul investitor). Au urmat alte titluri de succes: Hot Commodities (Mărfuri la mare căutare), Adventure Capitalist (Capitalistul aventurier), A Bull in China (Un taur în China), A Gift to My Children (Un dar pentru copiii mei). În perioada 1999–2002 a întreprins o a doua călătorie de amploare (Aventura Mileniului), de data aceasta cu mașina, împreună cu soția sa, Paige. Au străbătut 245 000 de kilometri, în 16 țări, ceea ce i-a adus lui Rogers un nou record Guiness. În 2007, Jim Rogers și-a vândut reședința din New York și s-a mutat, cu soția și cele două fiice, în Singapore, atât pentru că piețele asiatice oferă posibilități de investiții mai bune, cât și pentru că și-a dorit ca fetele sale să vorbească fluent chineza mandarină. În prezent, mărturisește că nu ar mai trăi niciodată la New York. 
De-a lungul timpului a acuzat de nenumărate ori autoritățile de proasta gestiune a economiei și a avertizat cu privire la pericolele care planează asupra piețelor financiare.

## Viața personală
Jim Rogers a fost căsătorit de trei ori. Prima dată în 1966, cu Lois Biener, divorțând după trei ani. În 1974 s-a căsătorit cu Jennifer Stolnick, de care a divorțat în 1977. Cea de-a treia soție este Paige Parker. Este tatăl a două fete.

## Cărți
- 1994: Investment Biker (Motociclistul investitor);
- 2003: Adventure Capitalist (Capitalistul aventuriei);
- 2004: Hot Commodities (Mărfuri la mare căutare);
- 2007: A Bull in China (Un taur în China);
- 2009: A Gift to My Children (Un dar pentru copiii mei);
- 2013: Street Smarts (Școala vieții).

## Cărți publicate în limba română
- 2015: Școala vieții (Street Smarts)
- 2016: Școala vieții (Street Smarts)